# The Boss Baby: Family Business
The Boss Baby: Family Business (bra: O Poderoso Chefinho 2 - Negócios da Família; prt: Boss Baby: Negócios de Família) é um filme 3D de animação digital de comédia estadunidense vagamente baseado no livro de imagens de 2010 com o mesmo nome de Marla Frazee, produzido pela DreamWorks Animation e distribuído pela Universal Pictures. Servindo como uma sequência do filme de 2017, o filme foi dirigido por Tom McGrath, a partir de um roteiro escrito por Michael McCullers e com uma história de McGrath e McCullers, e estrelado por Alec Baldwin como personagem-título, ao lado de James Marsden, Amy Sedaris, Ariana Greenblatt, Eva Longoria, Jimmy Kimmel, Lisa Kudrow e Jeff Goldblum.
O filme está programado para ser lançado nos cinemas dos Estados Unidos em 2 de Julho de 2021, pela Universal Pictures.

## Sinopse
Na sequência da comédia de sucesso de bilheteria e indicada ao Oscar® da DreamWorks Animation, os irmãos Templeton - Tim (James Marsden) e seu irmãozinho Chefinho Ted (Alec Baldwin), tornaram-se adultos e se afastaram um do outro. Tim agora é um pai casado. Ted é CEO de um fundo de cobertura. Mas um novo chefe com uma abordagem de vanguarda e uma atitude positiva está prestes a reuni-los novamente... e inspirar uma nova empresa familiar.
Tim e sua esposa, Carol (Eva Longoria) vivem nos subúrbios com sua filha superinteligente de 7 anos, Tabitha (Ariana Greenblatt) e sua nova irmã super fofa, Tina (Amy Sedaris). Tabitha, que é a primeira de sua classe no prestigioso Centro Acorn para Infância Avançada, idolatra seu tio Ted e quer se tornar como ele, mas Tim teme que ela esteja trabalhando demais e esteja perdendo uma infância normal.
Quando a bebê Tina revela que ela é uma agente ultrassecreta da BabyCorp em uma missão para descobrir os segredos obscuros por trás da escola de Tabitha e seu misterioso fundador, Dr. Armstrong (Jeff Goldblum), ela reunirá os irmãos Templeton de forma inesperada, levando-os a reavaliar o significado de família e descobrir o que realmente importa.

## Elenco
- Alec Baldwin como Theodore Templeton, irmão de Tim, tio de Tina e Tabitha e filho de Ted e Janice que trabalhava na Baby Corp como Chefinho.

- James Marsden como Timothy "Tim" Templeton, irmão mais velho de Theodore Templeton, marido de Carol, pai de Tina e Tabitha e filho de Ted e Janice. Marsden substitui Tobey Maguire, do primeiro filme de 2017.

- Amy Sedaris como Tina Templeton / Chefinha, a nova filha de Tim e Carol, a irmã de Tabitha, a sobrinha de Theodore e a neta de Ted e Janice e a nova Chefinha.

- Ariana Greenblatt como Tabitha Templeton, filha de 7 anos de Tim e Carol, irmã de Tina, sobrinha mais velha de Theodore e neta de Ted e Janice.

- Eva Longoria como Carol Templeton, esposa de Tim e mãe de Tina e Tabitha.

- Jimmy Kimmel como Ted Templeton, marido de Janice, pai de Theodore e Tim, avô de Tina e Tabitha.

- Lisa Kudrow como Janice Templeton, esposa de Ted, mãe de Theodore e Tim, avó de Tina e Tabitha.

- Jeff Goldblum como Dr. Erwin Armstrong, o misterioso fundador da escola de Tabitha.

## Produção

### Desenvolvimento
Em 25 de maio de 2017, a Universal Pictures e a DreamWorks Animation anunciaram que uma sequência seria lançada em 26 de março de 2021, com Alec Baldwin reprisando seu papel. Em 17 de maio de 2019, foi anunciado que Tom McGrath retornará como diretor e Jeff Hermann, cujos créditos incluem Bilby, Bird Karma e Marooned, produzirá a sequência. Em 17 de setembro de 2020, Jeff Goldblum, Ariana Greenblatt, Eva Longoria, James Marsden e Amy Sedaris juntaram-se ao elenco, ao lado dos atores Jimmy Kimmel e Lisa Kudrow.

### Animação
Em 8 de maio de 2020, a produção estava sendo feita remotamente durante a pandemia de COVID-19.

### Música
Hans Zimmer e Steve Mazzaro, que compuseram a trilha sonora do primeiro filme, retornaram para a sequência. Jacob Collier escreveu um cover de "If You Want to Sing Out, Sing Out", de Cat Stevens.  O compositor Gary Barlow, do famoso Finding Neverland, também contribuiu com uma nova canção interpretada por Greenblatt, chamada "Together We Stand".

## Lançamento
The Boss Baby: Family Business foi lançado nos Estados Unidos em 2 de julho de 2021, em exibições normais e em RealD 3D e Dolby Cinema selecionados pela Universal Pictures. Ele também foi lançado simultaneamente no serviço de streaming Peacock. O lançamento foi originalmente agendado para 26 de março de 2021, mas foi adiado para 17 de setembro de 2021 devido à pandemia de COVID-19, antes de passar para 2 de julho de 2021.  

### Home media
O filme foi lançado em 4K, DVD e Blu-ray em 14 de setembro de 2021, pela Universal Pictures Home Entertainment via Studio Distribution Services LLC.

## Recepção

### Bilheteria
Até 21 de outubro de 2021, The Boss Baby: Family Business arrecadou US$ 57,3 milhões nos Estados Unidos e Canadá e US$ 70,8 milhões em outros territórios, para um total mundial de US$ 128,1 milhões. 
Lançado junto com The Forever Purge, The Boss Baby: Family Business faturou US$ 7,7 milhões em seu primeiro dia , incluindo US$ 1,3 milhões nas prévias de quinta-feira à noite. Ele ficou em segundo lugar no fim de semana de estreia com US$ 17,3 milhões, em 3.640 cinemas. Com os três filmes de melhor bilheteria, F9, Family Business e The Forever Purge, todos lançados pela Universal, foi a primeira vez que um único estúdio o fez desde fevereiro de 2005. Seu segundo fim de semana viu a bilheteria cair 47% para US$ 8,7 milhões, e Family Business arrecadou outros US$ 4,7 milhões no fim de semana seguinte.

### Crítica especializada
No site agregador de críticas Rotten Tomatoes, o filme mantém um índice de aprovação de 45% com base em 97 críticas, com uma classificação média de 5,3/10. O consenso crítico do site diz: "É mais de nível executivo do que de nível executivo , mas como uma diversão indolor para as crianças, esse Poderoso Chefinho administra alguns Negócios de Família decentes". No Metacritic, o filme tem uma pontuação média ponderada de 39 de 100, com base em 20 críticas, indicando "críticas geralmente desfavoráveis". O público entrevistado pelo CinemaScore deu ao filme uma nota média de "A" em uma escala de A+ a F (uma melhoria em relação ao "A–" do primeiro filme), e relataram que 72% dos membros do público deu uma pontuação positiva, com 49% dizendo que definitivamente o recomendariam.
Thomas Floyd, do The Washington Post, deu ao filme 2,5/4 estrelas, escrevendo que "...há um caso grave de continuação, já que o diretor Tom McGrath e o roteirista Michael McCullers se esforçam para recriar as piadas do filme original, histórias e dinâmicas de personagens. Mesmo assim, Family Business consegue melhorar bastante em relação ao seu antecessor, com a ajuda de um elenco experiente e uma sátira social surpreendentemente apontada.". Escrevendo para o Los Angeles Times, Michael Ordoña disse: "É mais do mesmo, para melhor ou pior, mas provavelmente com sinos e assobios suficientes - especialmente esses novos personagens - para agradar os fãs mais jovens.".
Escrevendo para o The A.V. Club, Katie Rife deu ao filme uma nota "C+" e disse: "... não é nada para se preocupar, em parte porque esse Poderoso Chefinho se move rápido demais para inspirar pensamentos sobre qualquer coisa. Comparado ao primeiro filme, Family Business avança em um ritmo veloz e estimulante, com menos desvios para a construção de mundos e a lógica interna alucinante.". Carlos Aguilar, do TheWrap, escreveu: "Family Business oferece uma série de conflitos incompletos, todos clamando para serem notados, enquanto os criadores aparentemente não têm certeza de qual requer a atenção mais urgente.".

## Possível sequência
Em junho de 2021, durante uma sessão de perguntas e respostas com Alec Baldwin e Amy Sedaris, foi anunciado que um terceiro filme estava no início do desenvolvimento.